# Włodzimierz Rudź
Włodzimierz Rudź (ur. 20 listopada 1925 r. w Radoszkowicach koło Mołodeczna, zm. 8 czerwca 2002 w Tomaszowie Mazowieckim) − polski archiwista, historyk-regionalista, sekretarz i skarbnik Koła PTH w Tomaszowie Mazowieckim, założyciel Archiwum Państwowego w Tomaszowie Mazowieckim. 

## Biogram
Był synem Stefana Rudzia (1891-1967), oficera rezerwy, nauczyciela szkoły powszechnej, i Marianny (Marii) z Adamskich (1900-1973). Miał starszą siostrę Wierę. Po aresztowaniu ojca i osadzeniu go w łagrach sowieckich, Włodzimierz Rudź wraz  z matką i siostrą zamieszkał (1931) na stałe w Tomaszowie Mazowieckim. Jako uczeń szkoły powszechnej był członkiem (od r. 1935) Związku Harcerstwa Polskiego. W czasie okupacji niemieckiej był przymusowo zatrudniony przy pracach budowlanych w mieście i okolicy. W roku 1941 wywieziony został z Tomaszowa na przymusowe roboty, początkowo na zajęte przez Niemcy tereny ZSRR (m.in. w okolice Pskowa), następnie do Niemiec opodal Dortmundu, później do Jugosławii w rejon Mostaru, gdzie współdziałał z partyzantami marszałka Josipa Broz Tito. Pod koniec 1944 roku został deportowany do Niemiec. W czerwcu 1945 roku powrócił do Tomaszowa Mazowieckiego, gdzie podjął pracę jako robotnik w Zarządzie Miejskim. Podczas odbywania służby wojskowej w Marynarce Wojennej ukończył Szkołę Specjalistów Morskich. Po powrocie do Tomaszowa ponownie pracował w Zarządzie Miejskim. 

## Archiwistyka
Włodzimierz Rudź od września 1950 organizował od podstaw Oddział Archiwum Państwowego w Tomaszowie Mazowieckim.  Jednocześnie był współzałożycielem placówek archiwalnych w Opocznie i Końskich. Podnosił swoje kwalifikacje zawodowe kończąc m.in. kursy: dla pracowników naukowych archiwów państwowych (1952), dla kierowników powiatowych archiwów państwowych (1955) oraz studium administracyjno-prawne (1968). Jako kierownik Archiwum w Tomaszowie Mazowieckim położył duże zasługi szczególnie w zakresie ratowania, gromadzenia i opracowywania akt. Gdy w ramach reorganizacji sieci archiwalnej placówka w Tomaszowie stała się ekspozyturą, Rudź pracował w latach 1976-1979 na stanowisku starszego archiwisty w Wojewódzkim Archiwum Państwowym w Piotrkowie Trybunalskim. Dzięki staraniom Rudzia, władz miejskich i historyków łódzkich przywrócono tomaszowskiemu Archiwum status oddziału. W styczniu 1980 roku Włodzimierz Rudź ponownie został kierownikiem Oddziału Archiwum Państwowego w Tomaszowie Mazowieckim. Odpowiedzialną tę funkcję pełnił aż do roku 1991 czyli do przejścia na emeryturę.  

## Działalność społeczna
Włodzimierz Rudź miał duży udział w zorganizowaniu w roku 1954 Koła Polskiego Towarzystwa Historycznego w Tomaszowie Mazowieckim. Przez niemal 50 lat był członkiem tegoż Towarzystwa; pełnił m.in. funkcję sekretarza i skarbnika. Od połowy lat pięćdziesiątych działał w miejscowych oddziałach: Polskiego Towarzystwa Turystyczno-Krajoznawczego (przez kilka lat był prezesem oddziału) i Towarzystwa Wiedzy Powszechnej. W pewnych okresach zasiadał również w lokalnych zarządach: Towarzystwa Przyjaciół Muzeum oraz Towarzystwa Przyjaciół Tomaszowa. 

## Wybrane publikacje
Bibliografia prac Włodzimierza Rudzia liczy 146 pozycji i obejmuje m.in. opracowania, artykuły, publikacje materiałów źródłowych, recenzje. Opracował zarysy dziejów trzech miast, zamieszczone w pracy zbiorowej Miasta polskie w Tysiącleciu (tom 2, Warszawa 1967). Był współautorem monografii Tomaszów Mazowiecki. Dzieje miasta (Warszawa - Łodź 1980). W wyniku przeprowadzonych kwerend napisał i wydał oddzielne publikacje książkowe (zob. niżej). Artykuły historyczne dotyczące miasta i regionu ogłaszał w „Biuletynie PTTK Okręgu Łódzkiego”, „Ziemi Łęczyckiej”, „Pamiętniku Teatralnym”, „Roczniku Łódzkim”, a teksty o charakterze popularnym w „Głosie Robotniczym” (wyd. ABC). Przygotował  i wydał dwa niewielkie zbiory dokumentów. Na łamach czasopisma „Archeion” zamieszczał w latach 1975-1990 recenzje jugosłowiańskich czasopism archiwalnych. 

### Książki
- Tomaszów Mazowiecki i okolice, Łódź 1974;
- Powstanie Listopadowe w świetle źródeł historycznych Archiwum Państwowego w Tomaszowie Maz., Tomaszów Mazowiecki 1982;
- Echa wydarzeń styczniowych w zbiorach Archiwum Państwowego w Tomaszowie Maz. 1863-1983, Tomaszów Mazowiecki 1985.
- Obrońcy ostatniej reduty, Tomaszów Mazowiecki 1985.
- Tomaszowa Mazowieckiego droga do niepodległości, 1914-1918, Tomaszów Mazowiecki 1988.
- Przyczynki źródłowe do dziejów przemysłu w Tomaszowie Mazowieckim, 1825-1846, Tomaszów Mazowiecki 1987;
- Dokumenty pamiętnych wydarzeń 1918 roku w Tomaszowie Maz., Opocznie i Rawie Maz., Tomaszów Mazowiecki 1988.

### Ważniejsze artykuły
- Nieznany „pałacyk” Antoniego Ostrowskiego w Tomaszowie Mazowieckim, „Biuletyn PTTK”, R. 4, 1959, nr 1, s. 2-3;
- Wytwórczość górniczo-hutnicza w Tomaszowie Mazowieckim, w: Barbara Wachowska (red.), Tomaszów Mazowiecki. Dzieje miasta, Warszawa – Łódź 1980, s. 76-91;
- Oświata i życie kulturalne w Tomaszowie Mazowieckim do roku 1880, w: tamże, s. 133-156.
- W czasie II wojny światowej, w: tamże, s. 386-467.
- Rode Jan Serafin (1849-1915), Polski Słownik Biograficzny, t. XXXI, Wrocław 1988-1989, s. 351-352;